# Raoul Lévy
Raoul Lévy (Antwerpen, 14 april 1922 - Saint-Tropez, 31 december 1966) was een Franse filmproducent en -regisseur.

## Biografie
Toen de Duitse troepen tijdens de Tweede Wereldoorlog België bezetten, vluchtte Raoul Lévy naar het Verenigd Koninkrijk. Daar sloot hij zich aan bij de Royal Air Force. Na de oorlog werd hij productie-assistent bij RKO.
De Franse filmproducent stond mee aan de wieg van de nouvelle vague en wordt algemeen beschouwd als de ontdekker en mentor van Brigitte Bardot. In 1956 lanceerde hij haar filmcarrière met het romantisch drama Et Dieu... créa la femme (1956). De film werd een kaskraker en maakte van Bardot een sekssymbool. De twee werkten later nog samen aan Les bijoutiers du clair de lune (1958), En cas de malheur (1958), Babette s'en va-t-en guerre (1959) en La Vérité (1960).
In 1965 maakte Lévy zijn regiedebuut met de productie Marco the Magnificent, ook bekend onder de Franse titel La fabuleuse aventure de Marco Polo. De film kon rekenen op een sterrencast bestaande uit Horst Buchholz, Orson Welles, Anthony Quinn en Omar Sharif en was gebaseerd op de avonturen van ontdekkingsreiziger Marco Polo. De opnames van de prent gingen in 1962 van start met Alain Delon als hoofdrolspeler. De productie werd een debacle en kostte Lévy een fortuin. De opnames werden een jaar stilgelegd, waarna Delon afhaakte en er nieuwe sterren gecast werden. Twee jaar later ging Marco the Magnificent in première. De film betekende het faillissement van Lévy's productiebedrijf.
In 1966 regisseerde Lévy zijn laatste film: The Defector (Frans: L'espion). Voor die prent kon de Fransman rekenen op de medewerking van Montgomery Clift. De Amerikaanse acteur wiens gelaat na een ernstig auto-ongeluk gedeeltelijk verlamd was en sindsdien verslaafd was aan drugs- en alcohol had al vier jaar niet meer gewerkt. Clift overleed enkele maanden na de opnames. Lévy zelf kende op dat ogenblik ook een turbulent leven. Hij was smoorverliefd op het 20 jaar jongere model Isabelle Pons, die tevens zijn scriptgirl was. Lévy's liefde bleef echter onbeantwoord, waarna hij op oudejaarsdag 1966 zelfmoord pleegde voor Pons' appartement. Hij schoot zichzelf in de buik met een jachtgeweer. Enkele maanden na zijn dood ging de Jean-Luc Godard-film Deux ou trois choses que je sais d'elle - waarin hij de rol van John Bogus vertolkt - in première. Het was Lévy's laatste project als producent.

## Filmografie
| Jaar | Titel                                   | Regisseur | Scenarist | Producent | Opmerking                      |
| ---- | --------------------------------------- | --------- | --------- | --------- | ------------------------------ |
| 1951 | Identité judiciaire                     |           |           |           |                                |
| 1953 | Les orgueilleux                         |           |           |           |                                |
| 1956 | Et Dieu... créa la femme                |           |           |           | Cameo als speler               |
| 1958 | Les bijoutiers du clair de lune         |           |           |           |                                |
| 1958 | En cas de malheur                       |           |           |           |                                |
| 1959 | Babette s'en va-t-en guerre             |           |           |           |                                |
| 1960 | Les régates de San Francisco            |           |           |           |                                |
| 1960 | Moderato cantabile                      |           |           |           |                                |
| 1960 | La Vérité                               |           |           |           |                                |
| 1965 | La fabuleuse aventure de Marco Polo     |           |           |           |                                |
| 1965 | Je vous salue, mafia!                   |           |           |           |                                |
| 1966 | The Defector                            |           |           |           |                                |
| 1967 | Deux ou trois choses que je sais d'elle |           |           |           | Vertolkt de rol van John Bogus |

### Als producent
- 1951: Identité judiciaire
- 1953: Les orgueilleux
- 1956: Et Dieu... créa la femme
- 1958: Les bijoutiers du clair de lune
- 1958: En cas de malheur
- 1959: Babette s'en va-t-en guerre
- 1960: Les régates de San Francisco
- 1960: Moderato cantabile
- 1960: La Vérité
- 1965: La fabuleuse aventure de Marco Polo
- 1965: Je vous salue, mafia!
- 1966: L'espion
- 1967: Deux ou trois choses que je sais d'elle

- Bibsys: 14018410
- Biblioteca Nacional de España: XX4783006
- Bibliothèque nationale de France: cb125154046 (data)
- Gemeinsame Normdatei: 119540622
- International Standard Name Identifier: 0000 0001 2280 4200
- Library of Congress Control Number: n95073896
- Nationale Bibliotheek van Israël: 987011288483905171
- Nederlandse Thesaurus van Auteursnamen: 070304718
- Système universitaire de documentation: 034394079
- Trove: 1023967
- Virtual International Authority File: 56717685
- WorldCat: E39PBJdRBYBXyf8xJk4Jb4r6rq